# Msirda Fouaga
Msirda Fouaga là một đô thị thuộc tỉnh Tlemcen, Algérie. Dân số thời điểm năm 2002 là 5.496 người.